# Рио-Рита (танец)
«Для тебя́, Ри́о-Ри́та» (нем. Für dich, Rio Rita; фр. Pour toi, Rio Rita; англ. For You, Rio Rita), часто название сокращается просто до «Рио-Рита» (Rio Rita) — пасодобль 1930-х годов. На самом деле это произведение первоначально исполнялось как «ранчера» (сельская музыка или танец).
Её оригинальное испанское название - «Adiós, Madrecita»  (рус.перевод «Прощай, Мамочка !»)

## Авторство и первые записи
Автор музыки «Рио-Риты» — германский композитор испанского происхождения Энрике Сантеухини (исп. Enrique Santeugini). Первые записи этого произведения сделал испанец по происхождению Хуан Ллоссас (Juan Llossas und sein internationales Orchester) в 1932 году на диске «Electrola». Следующую версию этой ранчеры на немецком языке для ночного клуба «Рио Рита» в Берлине под названием «Für dich, Rio Rita» сделал  в Стокгольме и Берлине оркестр под управлением Отто Добриндта (псевдоним — Эдди Саксон (Eddie Saxon)) (нем. Otto Dobrindt und sein Orchester) в 1932 году; немецкий текст написали О. Адам и Дж. Брест (O. H. Adam, J. Brest).
Более известной русскому слушателю стала следующая запись — «Pour toi, Rio Rita» с французским текстом Гитца и Стербини (H. Gietz, I. Sterbini) в исполнении оркестра под управлением аккордеониста Мориса Александера (фр. Maurice Alexander et son orchestre).

## Известные исполнители
«Рио-Рита» вошла в репертуар многих исполнителей. Один из них, германский еврей Марек Вебер, с приходом к власти нацистов был вынужден эмигрировать в США, там название мелодии он перевёл на английский — «For You, Rio Rita». Запись в исполнении его оркестра (англ. Marek Weber & His Orchestra), сделанная без текста, но зато с кастаньетами, в 1937 году попала в СССР, где снискала огромную популярность (настолько, что Риоритами даже называли дочерей). 
Песня стала одним из символов предвоенной эпохи, вошла в репертуар нескольких исполнителей; одноимённая песня Ирины Богушевской («Засыпая, я вижу вновь…»); она часто упоминается в произведениях о том времени; звучит в фильмах (например, «Дом, в котором я живу» 1957 года; «Место встречи изменить нельзя» 1979 года; «Завтра была война» 1987 года; «Десять лет без права переписки» 1990 года — с русским текстом) и т. п.
«Рио-Рита» была основной мелодией рекламных видеороликов МММ 1994 года; снят фильм с таким названием — «Риорита» 2008 года; мультфильм «Ещё раз!» 2010 года); появляются её новые аранжировки и ремиксы. «Рио-Рита» с новым оригинальным русским текстом вошла в репертуар арт-группы «Сопрано Турецкого».

## В массовой культуре
В связи с тем, что в то время на пластинках зачастую не указывались авторы, в России распространилось ошибочное мнение, что это фрагмент мюзикла 1927 года «Rio Rita» Гарри Тьерни — возможно, что именно по этому мюзиклу и снятому по нему в 1929 году фильму (в 1942 году был также снят ремейк фильма с тем же названием) было дано название берлинскому бару. Мелодия из этого мюзикла действительно существует, была выпущена на пластинках и также имела популярность в те годы. Вероятно, именно по этой причине пасодобль «Рио-Рита» ошибочно именуется фокстротом. Немало поспособствовала этому мнению и строка известной песни Игоря Кантюкова на стихи Геннадия Шпаликова «Рио-рита, рио-рита — вертится фокстрот», ставшую лейтмотивом фильма Петра Тодоровского «Военно-полевой роман» (название «Риорита» носит и последний фильм режиссёра, также посвящённый тематике Великой Отечественной войны). Впрочем, фокстротом  мелодию иногда называли и до фильма 1983 года. Также известен и настоящий фокстрот «Рио-Рита», например, в исполнении Carl Fenton’s Orchestra, который был выпущен на пластинке 1927 года, сохранившейся в коллекциях до наших дней.

## Оригинальный испанский текст
Adiós madrecita!
Devoy a verás my sera mil y
Pues sien tomartiljo  la perle, quetiée que toreo.
- "Él está héroe,  y color su vidita"
Adiós madrecita!
Espero verle a fortunao !
```
Перевод:
```

Прощай, мамочка! Послушайте, что я скажу вам в этот день.
Ведь если я "забью жемчужину" (возьму 1-й приз), то это будет коррида что надо!.
- "Он - герой и просто хочет украсить свою короткую жизнь."
Прощай, мамочка! Пожелай мне удачи !

## Оригинальный немецкий текст
Für mich, Rio Rita,
Bist du Granadas schönste Señorita,
Für dich, Rio Rita,
Klingt meine Serenada in der Nacht.
Und ich will dir singen,
Um dein Herz zu erringen.
Für mich, Rio Rita,
Kommt gar kein anderes Mädel in Betracht!